# Asociația Internațională a Pompierilor
Asociația Internațională a Pompierilor ( IAFF) este un sindicat care reprezintă pompierii plătiți cu normă întreagă și personalul serviciilor medicale de urgență din Statele Unite și Canada. IAFF a fost înființată în 1918 și este afiliată la AFL-CIO⁠(d) din Statele Unite și la Congresul Muncii din Canada⁠(d). IAFF are peste 316.000 de membri în cele peste 3.200 de organizații afiliate ale sale. Comitetul său de acțiune politică, FIREPAC, este unul dintre cele mai active PAC din țară.

## Misiunea și istoria IAFF
IAFF a fost înființată în 1918. IAFF a luptat pentru salarii, beneficii, condiții de muncă mai bune și pentru îmbunătățirea siguranței membrilor de sindicat. IAFF a făcut de asemenea, eforturi pentru mai mulți pompieri de sindicat cu normă întreagă.

## Centrul de Excelență IAFF pentru Tratamentul Sănătății Comportamentale și Recuperare
IAFF a anunțat planuri de a deschide Centrul de Excelență pentru Tratamentul Sănătății Comportamentale și Recuperare în 2017, situat în Upper Marlboro, Maryland (în afara Washington, DC). Centrul de Excelență IAFF este destinat exclusiv membrilor de sindicat și va oferi tratament pentru recuperarea stresului post-traumatic și a dependențelor concomitente, în speranța de a ajuta membrii să se întoarcă la locul de muncă. Centrul va servi, de asemenea, la instruirea și educarea membrilor de sprijin de la egal la egal în tratarea stresului post-traumatic și a abuzului de substanțe în populația pompierilor. Scopul final este de a dezvolta protocoale pe care departamentele de pompieri să le folosească pentru a ajuta pompierii. .

## Conferința legislativă IAFF
În fiecare an, IAFF găzduiește o conferință legislativă națională la Washington, DC, care este deschisă oricărui membru IAFF care dorește să se înregistreze. Conferința legislativă IAFF este cea mai mare conferință legislativă a oricărei uniuni din țară. De-a lungul anilor, participanții au auzit de la președintele Bill Clinton, vicepreședintele Joe Biden, membri ai Cabinetului atât ai administrației republicane, cât și ai administrațiilor democrate și numeroși membri ai Congresului, inclusiv conducerea Senatului și a Camerei Reprezentanților și personalul cheie al Congresului.

## Restricții de membru
IAFF, ca sindicat, reprezintă pompierii plătiți cu normă întreagă și tehnicienii medicali de urgență, iar calitatea de membru nu este deschisă pentru pompierii voluntari. Statutul său nu permite membrilor să lucreze sau să se ofere voluntar cu orice altă organizație de servicii de urgență în afara angajatorului lor cu normă întreagă și li se poate revoca calitatea de membru dacă o fac, deși în practică acest lucru se întâmplă rar, dacă se întâmplă vreodată. 

## Fundația caritabilă IAFF
Fundația de caritate IAFF a fost înființată în 2011 pentru a ajuta membrii sindicatului IAFF și familiile acestora, dacă sunt afectați de dezastre naturale(inclusiv uragane, cutremure, inundații) promovează prevenirea incendiilor și arsurilor, susține sănătatea și siguranța pompierilor și oferă educație publică despre cum să prevenirea și recuperarea după arsuri.

## Memorialul IAFF Memorial Național al Pompierilor Căzuți la Datorie
Memorialul IAFF Memorial Național al Pompierilor Căzuți la Datorie este o amintire permanentă a membrilor IAFF și a personalului serviciilor medicale de urgență care și-au pierdut viața în îndeplinirea datoriei. O ceremonie anuală de comemorare a Pompierilor Căzuți are loc în fiecare an în septembrie în Colorado Springs, Colorado (cu excepția anilor 2020 și 2021 din cauza pandemiei de Coronavirus(Covid-19)). Peste 8.800 de nume ale membrilor IAFF căzuți sunt gravate pe perete.

## Sprijinul Asociației de Distrofie Musculară
IAFF este cel mai mare sponsor național al Asociației de Distrofie Musculară⁠(d) (MDA). Membrii strâng fonduri în primul rând prin campania „Fill the Boot”, care ajută la finanțarea taberelor de vară MDA pentru copii, educație profesională și de sănătate publică și alte programe. Totalul donațiilor din 1954 este de peste 558 de milioane de dolari.
Din 1966, Asociația Internațională a Pompierilor a apărut și a sponsorizat Teletonul Jerry Lewis MDA pentru Ziua Muncii⁠(d).